# Маково (Астраханська область)
Маково (рос. Маково) — село у Володарському районі Астраханської області Російської Федерації.
Населення становить 1102 особи (2017). Входить до складу муніципального утворення Маковська сільрада.

## Історія
Населений пункт розташований на території українського етнічного та культурного краю Жовтий Клин. Згідно із законом від 6 серпня 2004 року органом місцевого самоврядування є Маковська сільрада.

## Населення
| 2002  | 2010  | 2012  | 2013  | 2014  | 2015  | 2016  |
| ----- | ----- | ----- | ----- | ----- | ----- | ----- |
| 1190  | ↘1096 | ↗1103 | ↘1100 | ↗1101 | ↗1104 | ↗1111 |
| 2017  |       |       |       |       |       |       |
| ↘1102 |       |       |       |       |       |       |